# Monaster Przemienienia Pańskiego Warłaama Chutyńskiego
Monaster Przemienienia Pańskiego Warłaama Chutyńskiego – prawosławny klasztor utworzony w końcu XII w. przez świętego mnicha Warłaama Chutyńskiego. Zamknięty przez władze radzieckie w 1920, od 1993 działa ponownie jako klasztor żeński w jurysdykcji eparchii nowogrodzkiej Rosyjskiego Kościoła Prawosławnego.

## Historia
Monaster został utworzony w końcu XII w. przez mnicha Warłaama (kanonizowanego następnie jako św. Warłaam Chutyński), który zgromadził wokół siebie kilku innych pustelników. Piętnastowieczny żywot Warłaama informuje, że mnich wybrał miejsce na przyszły monaster pod wpływem widzenia cudownego światła. Za życia założyciela wspólnoty powstały budynki z celami zakonników, studnia oraz cerkiew Przemienienia Pańskiego (początkowo najprawdopodobniej drewniana, następnie zaś murowana). Konsekracji tejże świątyni dokonał w 1192 arcybiskup nowogrodzki Grzegorz, który nadał wspólnocie oficjalny status klasztoru, a Warłaamowi – godność ihumena. Zgodnie z decyzją pierwszego przełożonego monaster od początku miał charakter cenobityczny.
Chociaż monaster stracił część posiadanego majątku ziemskiego w momencie przyłączenia Nowogrodu do Wielkiego Księstwa Moskiewskiego, pozostawał jedną z najzamożniejszych wspólnot mniszych w eparchii nowogrodzkiej, drugą pod względem posiadanych ziem po Monasterze Jurjewskim w Nowogrodzie. Posiadał także jeden z największych w regionie księgozbiorów. W XV w. rozbudowany został kompleks budynków klasztorny. Dzięki darom Jurija Oncifierowicza z Nowogrodu w 1417 powstała nadbramna cerkiew św. Antoniego Wielkiego, zaś rok później – druga cerkiew św. Eliasza, tego samego typu. W 1445 wzniesiono cerkiew św. Grzegorza Oświeciciela oraz cerkiew św. Warłaama Chutyńskiego umieszczona na najwyższej kondygnacji monasterskiej dzwonnicy.
Opieka wielkiego księcia Wasyla III, wielkiego czciciela św. Warłaama, nad monasterem, pozwoliła na jego rozkwit. Od 1532 na mocy gramoty Wasyla III prawo sądzenia ihumena monasteru miał tylko arcybiskup nowogrodzki (w sprawach duchownych) lub wielki książę (w sprawach świeckich), a sam monaster został zwolniony z opłat za korzystanie z warzelni soli w Russie. Wcześniej, w 1515, Wasyl III polecił wznieść nową cerkiew Przemienienia Pańskiego na miejscu głównej świątyni klasztornej zbudowanej jeszcze przez św. Warłaama. Wzorem dla świątyni stały się kremlowskie sobory Zaśnięcia Matki Bożej i Świętych Archaniołów. Prace budowlane wykonywali budowniczowie nowogrodzcy, moskiewscy rzeźbiarze wykonujący portale, pod kierunkiem włoskiego architekta (lub architektów). W XVI w. monaster posiadał znaczne majątki ziemskie; otrzymywał ponadto dary pieniężne i rzeczowe od władców Rosji, członków rodziny panującej, biskupów prawosławnych i osób prywatnych. W 1646 sobór Przemienienia Pańskiego został rozbudowany o ołtarze boczne Opieki Matki Bożej oraz św. Jana Teologa. Kolejna cerkiew powstała w latach 1549–1551 na miejscu innej świątyni powstałej  za życia twórcy klasztoru. Była to cerkiew św. Warłaama z dwoma ołtarzami bocznymi: Świętych Konstantyna i Heleny oraz św. Izydora. Świątynia ta łączyła się z budynkiem refektarza.
W czasie wielkiej smuty, w drugiej dekadzie XVII w., monaster został zajęty przez wojska szwedzkie, które urządziły w nim kwaterę główną dowództwa i rozgrabiły majątek ruchomy cerkwi klasztornych. W połowie stulecia klasztor był ponownie rozbudowywany. Według danych z 1723 w monasterze przebywało 58 mnichów i posłuszników, w 1738 – 20. Do monasteru należało ok. 5500 dusz chłopskich. Po sekularyzacji majątków Rosyjskiego Kościoła Prawosławnego i wyznaczeniu państwowego uposażenia dla parafii i monasterów w 1764 monaster św. Warłaama Chutyńskiego został zaliczony do najwyższej, I klasy, co oznaczało finansowanie przez państwo 32 etatów mnichów, nie licząc etatu przełożonego. Zwyczajowo funkcję tę powierzano biskupowi pomocniczemu eparchii nowogrodzkiej. 
W XVIII w. zaszły poważne zmiany w wyglądzie kompleksu monasterskiego. Rozebrano cerkiew św. Grzegorza, wzniesiono za to (w latach 1759–1761) dzwonnicę nad południową bramą wjazdową. W 1787 otwarto nowy budynek szpitalny z cerkwią Wszystkich Świętych, zaś po pożarze odnowiono freski w głównym soborze klasztornym. Świątynia ta już po ok. 40 latach od powstania została przebudowana w stylu późnoklasycystycznym. W 1797 przebudowano cerkiew św. Warłaama i refektarz. W monasterze pochowany został poeta Gawriił Dierżawin.
Na początku XX w. w monasterze przebywało 26 mnichów i posłuszników, którzy zajmowali się m.in. prowadzeniem szkoły parafialnej (od 1890). Klasztor funkcjonował do 1920, gdy został zamknięty przez władze radzieckie. Całe jego wyposażenie podległo konfiskacie. Dziesięciu mnichom, będącym już w podeszłym wieku, pozwolono pozostać przy cerkwiach Przemienienia Pańskiego i św. Warłaama, które pozostały czynne jako parafialne. Stan ten utrzymał się do lat 1930 i 1932, wówczas obie świątynie przeszły na własność muzeum w Nowogrodzie. Inne budynki przejęło wojsko. W budynkach klasztornych mieścił się następnie m.in. szpital psychiatryczny. W latach II wojny światowej monaster poważnie ucierpiał w czasie bombardowań i ostrzałów artyleryjskich, stacjonowały w nim wojska niemieckie. Prace remontowe w zniszczonych obiektach podjęto dopiero w 1976 i zakończono w 1993. Jeszcze przed zakończeniem renowacji, jak również przed zwrotem monasteru Rosyjskiej Cerkwi Prawosławnej, wierni gromadzili się w zniszczonych cerkwiach klasztornych, by wspólnie śpiewać troparion i akafist ku czci św. Warłaama Chutyńskiego.
Monaster został zwrócony Rosyjskiemu Kościołowi Prawosławnemu w 1991 i dwa lata później wznowił swoją działalność jako wspólnota żeńska. W 1994 w budynku mieszkalnym dla mniszek otwarto cerkiew domową św. Leona. Do 1998 ukończona została renowacja bocznych ołtarzy soboru Przemienienia Pańskiego, zaś do 2003 – cerkwi refektarzowej i dzwonnicy. Zabytkowe ikony, chorągwie i pokrowce pozostają w zbiorach muzeum w Nowogrodzie. W 2003 w monasterze przebywało 38 mniszek.